# 阿沃 (科多尔省)
阿沃（法語：Avot，法語發音：[avo]）是法国科多尔省的一个市镇，属于第戎区。

## 地理
阿沃（47°37'6"N, 5°0'46"E）面积21.67 平方千米，位于法国勃艮第-弗朗什-孔泰大區科多尔省，该省份为法国中东部省份，北起奥布省，西接涅夫勒省和约讷省，南至索恩-卢瓦尔省，东南接汝拉省，东临上索恩省，东北部与上马恩省接壤。
与阿沃接壤的市镇（或旧市镇、城区）包括：库尔隆、阿沃朗日、普瓦瑟勒莱索、巴尔容、比西耶尔、屈塞莱福日、弗赖尼奥和韦夫罗特、格朗塞堡-讷韦勒、蒂耶河畔马雷。

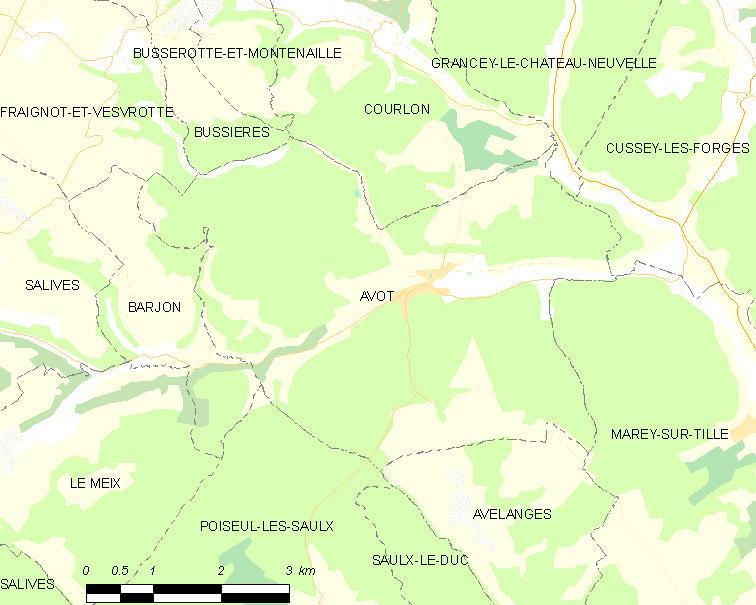
的OSM定位图

阿沃的时区为UTC+01:00、UTC+02:00（夏令时）。

## 行政
阿沃的邮政编码为21580，INSEE市镇编码为21041。

## 政治
阿沃所属的省级选区为蒂耶河畔伊斯县。

## 人口

1962-2008年间人口变化图示

阿沃于2022年1月1日时的人口数量为189人。